# Lillian Gish
Lillian Diana Gish (Springfield, 14 oktober 1893 – New York, 27 februari 1993) was een Amerikaans actrice. Ze was vooral bekend in de tijd van de stomme film.

## Levensloop
Lillian werd geboren in Springfield en was de oudere zus van de actrice Dorothy Gish. Lillian en haar zus werden op jonge leeftijd door hun vader James Leigh Gish in de steek gelaten. Om geld te verdienen gingen ze acteren. Lillian was bevriend met Mary Pickford, die haar in contact bracht met D.W. Griffith. Hij bood Gish een contract aan bij Biograph Studios in 1912. Ook haar zus Dorothy kreeg een contract.
Lillian werd al spoedig een ster en stond bekend als de "prima donna van de stomme film". Met de opkomst van de geluidsfilm werd ze minder populair en ging ze het theater weer in. Toch stopte ze niet met acteren in films.
Eind jaren 40 ging ze terug naar Hollywood en kreeg in 1946 een Oscarnominatie voor beste vrouwelijke bijrol voor haar rol in Duel in the Sun. In 1971 won ze een ere-Oscar. Haar laatste film The Whales of August, waarin ze optrad met de andere bejaarde sterren Bette Davis en Vincent Price, werd in 1987 uitgebracht, toen ze al 93 jaar oud was.
Lillian Gish stierf in 1993 aan hartfalen op 99-jarige leeftijd.

## Filmografie

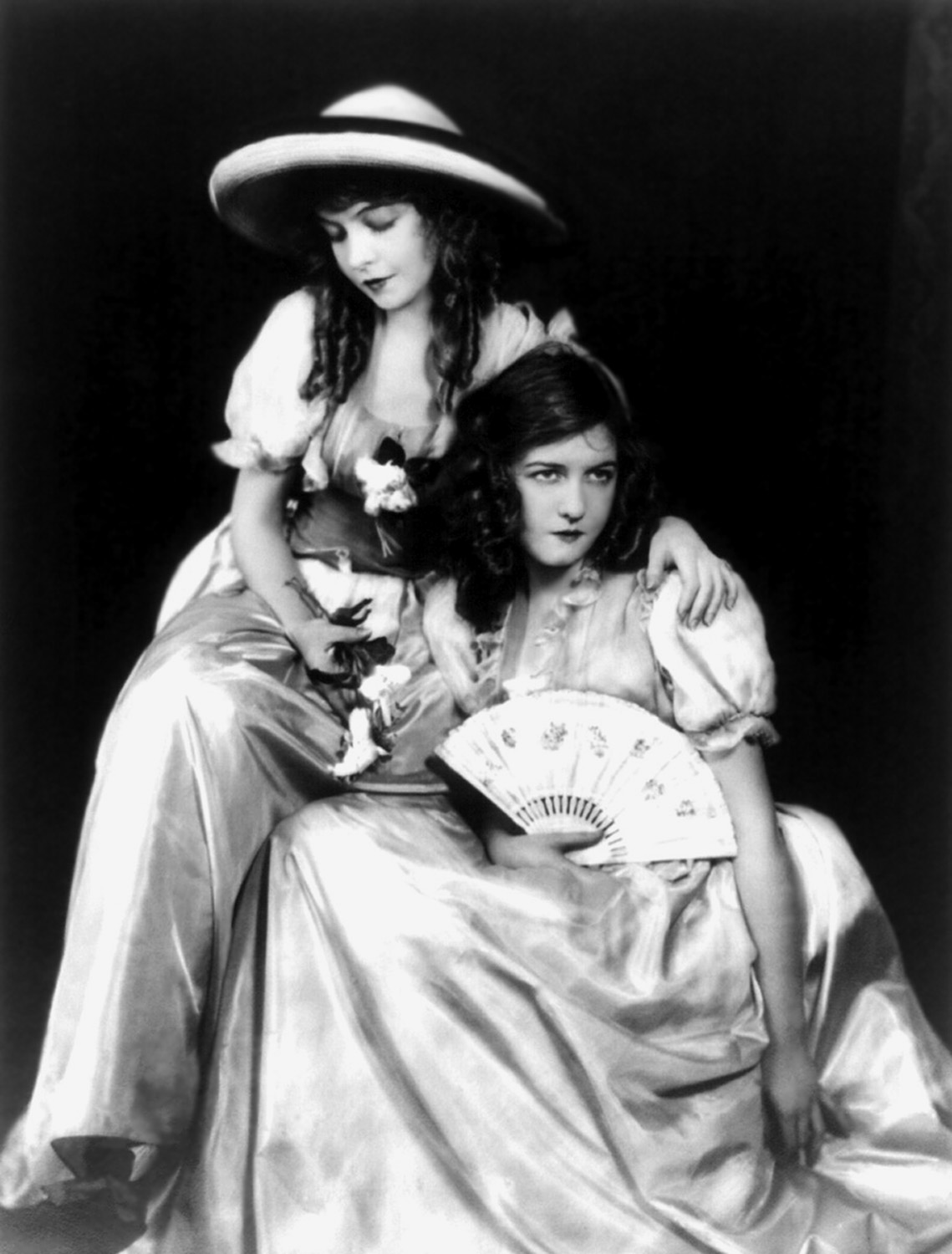
Lillian en Dorothy Gish, foto Alfred Cheney Johnston